# Thomas F. Meyer
Thomas F. Meyer (* 7. August 1952 in Mannheim) ist ein deutscher Biologe und seit 1994 Direktor der Abteilung Molekulare Biologie am Max-Planck-Institut für Infektionsbiologie in Berlin.

## Leben
Thomas F. Meyer wurde im Jahr 1979 an der Universität Heidelberg promoviert. Seine Dissertation befasst sich mit dem Thema Gen II protein of bacteriophage fd and its role in the replication of viral double stranded DNA in vitro.
Bis 1980 war er als Junior-Wissenschaftler am Max-Planck-Institut für medizinische Forschung in Heidelberg in der Abteilung Molekulare Biologie und ging dann als Forschungsstipendiat der Deutschen Forschungsgemeinschaft (DFG) zunächst von 1980 bis 1982 an das Cold Spring Harbor Laboratory und anschließend als Gastwissenschaftler an das Public Health Research Institute, New York City.
Bis 1983 ging er zurück ans Max-Planck-Institut für medizinische Forschung. Anschließend war er als selbstständiger Gruppenleiter am Zentrum für Molekulare Biologie der Universität Heidelberg (ZMBH).
1985 wechselte er an das Max-Planck-Institut für Biologie nach Tübingen, wo er zunächst eine unbefristete Stelle als Leiter einer Forschungsgruppe antrat. Von 1990 bis 2000 war er dort Direktor der Abteilung Infektionsbiologie. Im Jahr 1994 war er einer der zwei Gründungsdirektoren des Max-Planck-Instituts für Infektionsbiologie in Berlin.

## Auszeichnungen und Mitgliedschaften
Zu seinen zahlreichen Auszeichnungen gehören unter anderem die Otto-Hahn-Medaille der Max-Planck-Gesellschaft, der Heinz-Maier-Leibnitz-Preis des Bundesministeriums für Wissenschaft und Bildung, 1989 der Hauptpreis der Deutschen Gesellschaft für Hygiene und Mikrobiologie (DGHM), der Max-Planck-Forschungspreis (gemeinsam mit Paul Manning) und der Aronson-Preis des Landes Berlin. 1989 wurde er gewähltes Mitglied der European Molecular Biology Organization (EMBO). Seit 2001 ist er Mitglied der Leopoldina. Für 2020 wurde Thomas F. Meyer die Robert-Koch-Medaille in Gold für sein Lebenswerk zugesprochen.

## Forschung
Im Zentrum der Forschung der Abteilung stehen Fragen nach der molekularen Wechselwirkung bedeutsamer Krankheitserreger mit den Zellen ihres Wirtsorganismus, insbesondere des Menschen. Verschiedene Pathogen-Modelle, wie Helicobacter pylori, Chlamydia, Salmonella, Legionella und Neisseria, werden genutzt, grundlegende Kenntnisse über das Zusammenspiel von Pathogenen und der Wirtszelle zu gewinnen. Ein Schwerpunkt liegt dabei auf den bakteriellen Virulenzmechanismen, der Rezeptor-vermittelten Interaktion mit der Wirtszelle, erregerinduzierte Signalketten und Mechanismen, die für die Akkommodation intrazellulärer Pathogene von Bedeutung sind. Darüber hinaus werden die Mechanismen der chronischen Infektion und ihre Konsequenzen für die erworbene Immunantwort analysiert, und Zellschädigungen, zelluläre Alterung und die Entwicklung von Krebs untersucht. Mit Hilfe des H. pylori-Models untersucht seine Arbeitsgruppe die Pathogen-spezifische Immunantwort und prüft Strategien zur Entwicklung eines wirkungsvollen Impfstoffes gegen Helicobacter pylori. Um diese wissenschaftlichen Ziele zu erreichen, wird ein breites Spektrum modernster Methoden eingesetzt, wie die hochauflösende Mikroskopie lebender Zellen, funktionelle Genanalyse mittels RNA-Interferenz und andere globale Ansätze in der Genom- und Proteomanalyse.